# Худова, Ирина Трофимовна
Ирина Трофимовна Худова (фин. Irina Hudovа; 17 июня 1926, Выборг — 20 июля 2015, Хельсинки) — финская балерина русско-польского происхождения, хореограф Финского национального балета и педагог.

## Биография
Родилась в 1926 году на острове Сорвали (в доме на Первой улице) в предместье Выборга, в Финляндии. Первоначально посещала Тервайокскую (Большепольскую) народную сельскую школу. Семья переезжала более десяти раз (один из домов располагался на Маантиенкату).
В 1933 году из-за грубого обращения мужа мать Ирины ушла от супруга и поселилась в Выборге (ул. Мустайнвельестенкату). В Выборге Ирина пошла во второй класс Выборгского русского реального лицея. Впервые девочка начала танцевать, слушая музыку, доносившуюся с катка. Танцующую школьницу заметила Ольга Осиповна Кириллова, в прошлом изготовлявшая парики в Мариинском театре. С 1935 года Ирина занималась в школе выборгского танцовщика и балетмейстера, плодовитого хореографа Каарло Эронена (фин. Kaarlo Eronen; 1894—1952).
В Хельсинки Ирина училась в русской школе Табунова, а занималась танцем у Люсии Нифонтовой и Арво Мартикайнена. В 1946 году Люсия рекомендовала способную выборжанку хореографу Финского национального балета Александру Сакселину. Ирина была принята в труппу Финского Оперного театра. Танцевала в «Сильфидах», «Спящей красавице», балете «Абраксас» и других. Был успех, были и сложности в отношениях с примами, даже скандалы и временный уход со сцены.
Стажировалась в Париже. В 1958 году на средства фонда Вайнштайнов ей была предоставлена возможность учёбы на балетного педагога в Вагановском училище в Ленинграде, где началась дружба Ирины с Рудольфом Нуреевым, которому позднее балерина посвятила свою книгу воспоминаний «Maailmalla tanssien».
Позднее Ирина получила стипендию на три года учёбы в Большом театре. Занималась вместе с Асафом Мессерером и Галиной Улановой, Елизаветой Гердт и Мариной Семёновой. Путешествовала по Советскому Союзу, объездила Кавказ, а на обратном пути в Финляндию отстала от поезда и некоторое время провела в родном Выборге.
Преподавала в Королевской Опере Стокгольма. В 1960-х годах по приглашению Марго Фонтейн (Ковент-Гарден, Лондон) сопровождала Рудольфа Нуреева в гастрольных поездках как педагог-репетитор труппы в Монте-Карло, в Израиле (на стадионе в Рамат-Гане, в Иерусалиме и Хайфе), Японии (в Токио, Нагое, Киото и Осаке). В Осаке участие Ирины в нуреевских гастролях прервалось, так как она получила сообщение, что парализовало мать, и была вынуждена вернуться в Финляндию для организации ухода за ней.
Позднее работала в Пуэрто-Рико, Нью-Йорке и Лондоне, Японии, Турции и Италии (в должности танцевального педагога театра Ла Скала).
Скончалась 20 июля 2015 года в Хельсинки в старческом доме святой Елены.

## Семья
- Отец — Трофим Николаевич Худов, православный. С 1904 года занимал должность метрдотеля в ресторане санатория «Рауха» (Rauha) на озере Сайма близ Иматры. После 1924 года переехал с женой в предместье Выборга — остров Сорвали, где первоначально работал на кондитерской фабрике заводчика Васильева «Заря Севера» (karamellitehdas Pohjolan Koitto), а позднее фотографом в парке Монрепо
- Мать — Альбертина Ясевич-Врублевская (пол. Albertine Jasiewicz-Wrublevsky), польского происхождения, католичка
- Брат — Михаил Худов (фин. Mikael Hudov)